# T-300 Kasırga
Die T-300 Kasırga ist eine türkische Lizenzproduktion des chinesischen Mehrfachraketenwerfer-Artilleriesystems WS-1, hergestellt durch Roketsan.

## Geschichte

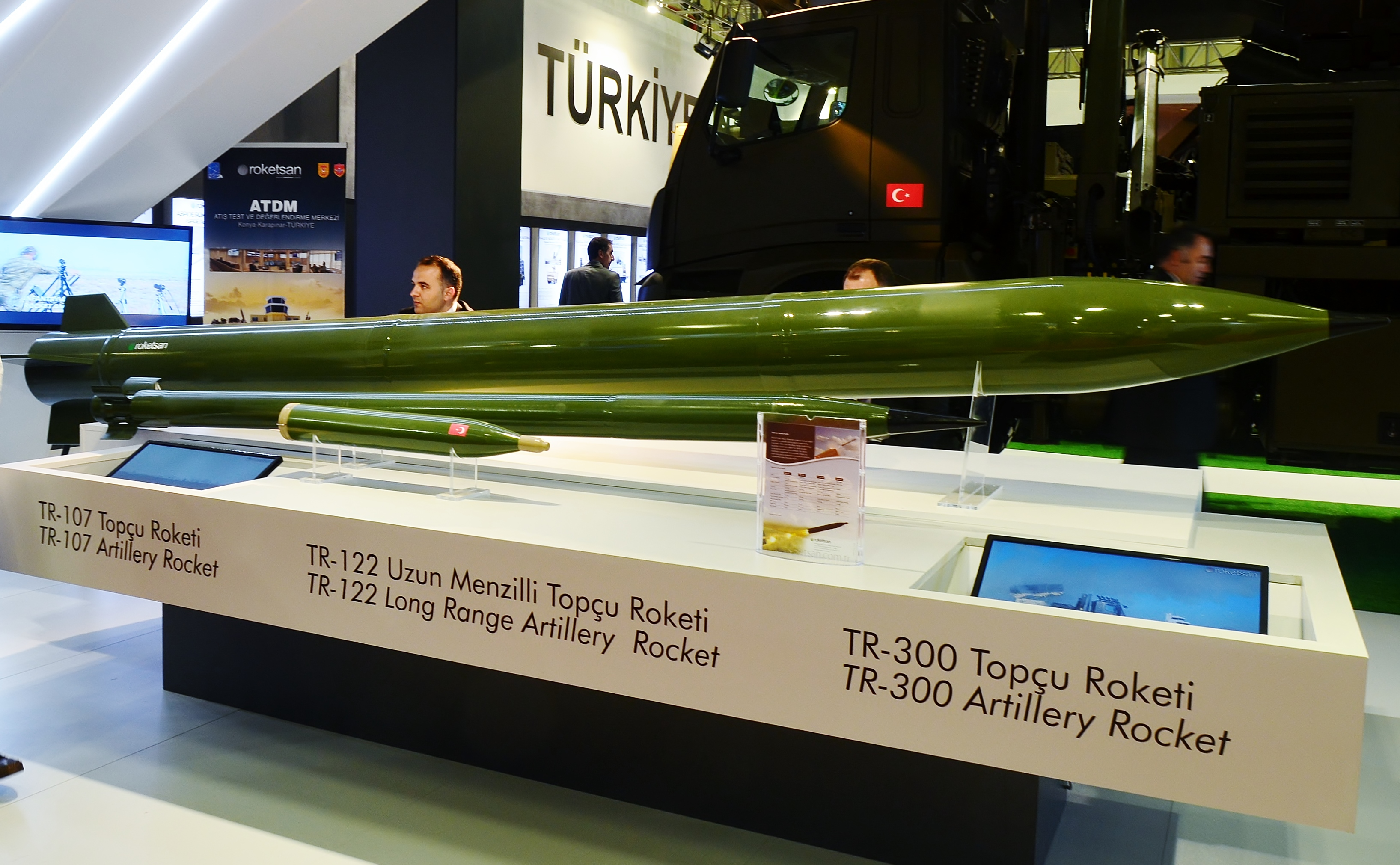
300-mm-Rakete der T-300 (zuhinterst)

Das türkische Heer kaufte 12 Multiple Launch Rocket Systeme mit über 2000 M26-Raketen, die bis 1992 ausgeliefert wurden. Eine zweite Bestellung von 24 ATACMS-Systemen wurde dann aber zugunsten der heimischen Industrie nicht mehr weiterverfolgt. 1997 wurde mit der chinesischen CPMIEC (Chinese Precision Machinery Import and Export Company) eine Lizenzvereinbarung über deren WS-1 getroffen. Das System ist auf einem MAN 26.372 6×6 installiert. Prototypen der in der Türkei als T-300 Kasırga bezeichneten Raketen wurden erstmals 2000 getestet.
Das System wurde von der Türkei im Bürgerkrieg in Syrien und im Bergkarabachkonflikt 2020 stationiert.

## Nutzerstaaten
- Aserbaidschan ≈21[5]
- Bangladesch[6]
- Türkei